# Gilston
Gilston es una parroquia civil y un pueblo del distrito de East Hertfordshire, en el condado de Hertfordshire (Inglaterra).

## Geografía
Según la Oficina Nacional de Estadística británica, Gilston tiene una superficie de 3,93 km².

## Demografía
Según el censo de 2001, Gilston tenía 180 habitantes (49,44% varones, 50,56% mujeres) y una densidad de población de 45,8 hab/km². El 21,67% eran menores de 16 años, el 74,44% tenían entre 16 y 74, y el 3,89% eran mayores de 74. La media de edad era de 37,97 años. Del total de habitantes con 16 o más años, el 21,99% estaban solteros, el 68,79% casados, y el 9,22% divorciados o viudos.
El 97,77% de los habitantes eran originarios del Reino Unido y 2,23% del resto de países europeos. Además, todos eran blancos. El cristianismo era profesado por el 75,98%, mientras que el 17,88% no eran religiosos y el 6,15% no marcaron ninguna opción en el censo.
Había 65 hogares con residentes y 3 vacíos.